# Genesis Live
Genesis Live – pierwszy (a zarazem ostatni z Peterem Gabrielem w składzie) album koncertowy zespołu Genesis wydany w 1973 roku. Zawiera wykonania live utworów grupy z poprzednich albumów: Trespass, Nursery Cryme i Foxtrot. Genesis Live było pierwszym wydawnictwem zespołu, które osiągnęło pierwszą dziesiątkę brytyjskiej listy przebojów – doszło do dziewiątego miejsca i utrzymało się na liście przez dziesięć tygodni.

## Utwory
| 1. | „Watcher of the Skies”            | 8:34  |
|    |                                   |       |
| 2. | „Get 'Em Out by Friday”           | 9:14  |
|    |                                   |       |
| 3. | „The Return of the Giant Hogweed” | 8:14  |
|    |                                   |       |
| 4. | „The Musical Box”                 | 10:56 |
|    |                                   |       |
| 5. | „The Knife”                       | 9:47  |
|    |                                   |       |
|    |                                   | 46:45 |
|    |                                   |       |

## Obsada
- Peter Gabriel: śpiew, flet, tamburyn
- Steve Hackett: gitara prowadząca, pedały
- Tony Banks: organy Hammonda, melotron, pianino elektroniczne, 12-strunowa gitara, śpiew harmonijny
- Mike Rutherford: gitara basowa, 4-strunowa gitara basowa i 12-strunowa gitara, 2-gryfowa, pedały basowe, 12-strunowa gitra, śpiew harmonijny
- Phil Collins: perkusja, śpiew harmonijny